# Caso reservado
Por caso reservado se entiende el pecado cuya absolución no se permite al confesor inferior sino que se la reserva el superior, para darla por sí mismo o por otro confesor especialmente delegado con ese objeto. El acto de la reservación afecta directamente a la persona del confesor, estrechando y limitando su jurisdicción e indirectamente al penitente, en cuanto este no puede ser absuelto del caso reservado por el confesor inferior, por defecto de jurisdicción. 

## Reserva de ciertos casos
Existe en la Iglesia potestad de reservarse los superiores eclesiásticos la absolución de ciertos pecados, consta del común sentir y universal práctica de la misma Iglesia y de expresa definición del Tridentino (sess. 14., cap. 7). Esta potestad reside, en primer lugar, en el sumo pontífice respecto de toda la Iglesia. De igual facultad están investidos los obispos, respecto de sus diocesanos y de consiguiente los prelados que poseen un territorio propio independiente en el cual ejercen jurisdicción cuasi episcopal según también lo definió el Tridentino. Pueden, en fin, reservarse la absolución de ciertos pecados, los superiores, generales y provinciales da las órdenes regulares; los primeros en toda la orden y los segundos, en sus respectivas provincias. Sin embargo, Clemente VIII, por decreto de 26 de mayo de 1593, prohibió a los superiores regulares se reservasen otros casos ni más en número que los once mencionados en el decreto a menos que concurra el consentimiento del capítulo general, para toda la orden y el del capítulo provincial, respecto de la provincia.

## Requisitos
Se requiere ara incurrir en la reservación:
1. Que el pecado sea mortal, porque no habiendo obligación de confesar los pecados veniales, no tiene efecto respecto de ellos la reservación.
2. Que el acto sea externo, porque no se incurre en la reservación con actos solo internos.
3. Que sea consumado en su especie porque la reservación es odiosa y así, por ejemplo, el que hirió a otro con intención de matarle no incurre en la reservación a que está sujeto el homicidio voluntario.
4. Que el pecado haya sido cometido por persona púber pues aunque no hay ley que exima a los impúberes de la reservación es opinión común que no están sujetos a ella a menos que el superior eclesiástico expresamente lo declare.
5. Que el pecado sea cierto, es decir, que haya certidumbre de haberlo cometido, si no es que otra cosa declare el superior, de manera que dudándose del hecho, no se considera el pecado reservado y lo mismo enseña San Ligorio, respecto de la duda de derecho, es decir, cuando se duda si hay ley que imponga la reservación (Homo Apost., tract. 16, de pœnit., c. 7, n. 142).

Obsérvese, además, con la común opinión de los teólogos que entre los reservados papales y los episcopales, hay la diferencia de que los primeros se reservan, principalmente, por razón de la censura y, por tanto, la ignorancia y otras causas que excusan de incurrir en la censura, eximen también de la reservación y los segundos, principalmente, por razón de la culpa aun cuando a veces se les agregue censura y por eso las causas que pueden eximir de la censura no eximen de la reservación.

## Efectos
Tiene esta dos efectos, uno directo y otro indirecto. 

### Directo
El directo consiste en ligar la potestad del confesor, puesto que la reservación en realidad no es otra cosa que la restricción de la facultad de absolver. Se deduce de este principio:
1. que la ignorancia de la reservación en el que peca mortalmente no excusa de incurrir en ella, puesto que la ignorancia no puede hacer que el confesor tenga más amplia jurisdicción; pero si el pecado es reservado, por razón de la censura, la ignorancia que excusa de incurrir en la censura, excusa también de la reservación
2. que el confesor no facultado para absolver de reservados no puede absolver al transeúnte, que pertenece a una diócesis donde el pecado no es reservado porque el transeúnte surte el fuero del lugar donde actualmente se halla y por la misma razón, puede absolverle si el pecado no es reservado en la diócesis del confesor, aunque lo sea en la del transeúnte; con tal, sin embargo, que no haya venido a la ajena diócesis, en fraude de la reservación; esto es, con el único o principal fin de conseguir más fácilmente la absolución y de sustraerse al juicio de su propio pastor
3. que si bien es írrita y nula la absolución de reservados dada por el confesor no facultado para absolverles según la expresa decisión del Tridentino, no obstante, el penitente que de buena fe se acusa de un pecado reservado u omite acusarlo por olvido natural, acusándose, al mismo tiempo de otros no reservados, queda absuelto directo de estos por el simple confesor e indirectamente del reservado; puesto que la absolución comprende, necesariamente, todos los pecados mortales, no pudiéndose perdonar unos sin que se perdonen los otros.

### Indirecto
El efecto indirecto de la reservación, que concierne a los penitentes es la obligación de ocurrir al confesor aprobado para los reservados porque el reo debe presentarse ante el juez competente. De donde se deduce que el penitente que por olvido omitió acusarse de un pecado reservado, aunque de buena fe haya recibido la absolución del simple confesor, está obligado a confesarlo al sacerdote aprobado para los reservados porque si bien fue absuelto de él indirecta, como se dijo poco antes, debe someterlo al juicio sacramental ante el juez competente para recibir la conveniente penitencia y cumplir con la ley y objeto de la reservación. Se debe observar también que la reservación subsiste cuando fue nula la absolución dada por el confesor aprobado para reservados, por defecto voluntario del penitente, esto es, por grave omisión en el examen o en el dolor y propósito de la enmienda o por haber callado algún pecado mortal y por consiguiente, queda obligado a reiterar la confesión y recibir la absolución del sacerdote facultado para los reservados.

## Potestad para absolver
Hablando en general, la potestad para absolver de reservados corresponde al que los reservó, a su sucesor y al superior del reservante. Puede también absolver de ellos el sacerdote a quien se comete esa facultad por el superior que puede delegarla. El sacerdote que, sin jurisdicción ordinaria o delegada, absuelvo de reservados no solo peca mortalmente sino que la absolución dada es nula e írrita, como decidió el Tridentino. Sin embargo, según el sentir de gran número de teólogos a quienes sigue San Ligorio (Homo Apost., tract. de poenit., n. 133), cuando no se puede ocurrir al superior y hay grave necesidad de celebrar o comulgar, para evitar el escándalo o infamia o para cumplir con el precepto de la Pascua o si el penitente hubiera de perseverar largo tiempo en pecado mortal por hallarse muy distante el superior, puede absolver indirecto de los reservados el simple confesor, quedando el penitente con la obligación de presentarse cuanto antes al superior para que le absuelva, directe, de ellos.
Los confesores regulares pueden también, en virtud de privilegios apostólicos absolver a los seglares de los reservados papales, a excepción de la herejía mixta, de los reservados intra bullam cœnæe y otros que pueden verse en los autores que han tratado esta materia: pero no pueden absolver de los reservados al obispo sin especial delegación de este.